# Fortnum & Mason
Fortnum & Mason (ofte blot omtalt som Fortnum's) er et luksusstormagasin på Piccadilly, London, med yderligere butikker på The Royal Exchange, St Pancras railway station, Heathrow Airport i London og i storcentret K11 Musea i Hong Kong. Dets hovedkvarter ligger på 181 Piccadilly, hvor virksomheden blev etableret i 1707 af William Fortnum og Hugh Mason. I dag ejes det af Wittington Investments Limited.
Fortnum & Mason blev grundlagt som en grønthandel, og virksomheden fik opbygget et ry for at have fødevarer af høj kvalitet, og den oplevede en stor vækst i victoriatiden. Selvom Fortnum's nu er udviklet til at være et stormagasin har det stadig fokus på at tilbyde eksotiske varer, specilialieter og basisfødevarer
Butikken har åbnet adskillige andre afdelinger, bl.a. en herreafdeling, og har også en tebutik og flere restauranter.
Fortnum & Mason har været kongelig hofleverandør til dronning Elizabeth siden 1955.